# Saison 2013-2014 des Kings de Sacramento
La saison 2013-2014 des Kings de Sacramento est la 69e saison d'existence de la franchise, la 65e saison au sein de la National Basketball Association (NBA) et la 29e saison dans la ville de Sacramento.

## Draft
| Tour | Choix | Joueur            | Poste | Nationalité | Provenance |
| ---- | ----- | ----------------- | ----- | ----------- | ---------- |
| 1    | 7     | Ben McLemore      | SG    | États-Unis  | Kansas     |
| 2    | 36    | Ray McCallum, Jr. | SG    | États-Unis  | Detroit    |

## Classements de la saison régulière
| Conférence Ouest | Conférence Ouest                | Conférence Ouest | Conférence Ouest | Conférence Ouest | Conférence Ouest | Conférence Ouest | Conférence Ouest |
| No               | Franchise                       | Vic.             | Def.             | MJ               | % V/D            | RV               |                  |
| ---------------- | ------------------------------- | ---------------- | ---------------- | ---------------- | ---------------- | ---------------- | ---------------- |
| 1                | Spurs de San Antonio            | 62               | 20               | 82               | 75,60 %          | -                |                  |
| 2                | Thunder d'Oklahoma City         | 59               | 23               | 82               | 72,00 %          | 3,0              |                  |
| 3                | Clippers de Los Angeles         | 57               | 25               | 82               | 69,50 %          | 5,0              |                  |
| 4                | Rockets de Houston              | 54               | 28               | 82               | 65,90 %          | 8,0              |                  |
| 5                | Trail Blazers de Portland       | 54               | 28               | 82               | 65,90 %          | 8,0              |                  |
| 6                | Warriors de Golden State        | 51               | 31               | 82               | 62,20 %          | 11,0             |                  |
| 7                | Grizzlies de Memphis            | 50               | 32               | 82               | 61,00 %          | 12,0             |                  |
| 8                | Mavericks de Dallas             | 49               | 33               | 82               | 59,80 %          | 13,0             |                  |
|                  |                                 |                  |                  |                  |                  |                  |                  |
| 9                | Suns de Phoenix                 | 48               | 34               | 82               | 58,50 %          | 14,0             |                  |
| 10               | Timberwolves du Minnesota       | 40               | 42               | 82               | 48,80 %          | 22,0             |                  |
| 11               | Nuggets de Denver               | 36               | 46               | 82               | 43,90 %          | 26,0             |                  |
| 12               | Pelicans de La Nouvelle-Orléans | 34               | 48               | 82               | 41,50 %          | 28,0             |                  |
| 13               | Kings de Sacramento             | 28               | 54               | 82               | 34,10 %          | 34,0             |                  |
| 14               | Lakers de Los Angeles           | 27               | 55               | 82               | 32,90 %          | 35,0             |                  |
| 15               | Jazz de l'Utah                  | 25               | 57               | 82               | 30,50 %          | 37,0             |                  |

| Division Pacifique       | V  | D  | MJ | % V/D   | GB   | Dom   | Ext   | Div  | Conf  |
| ------------------------ | -- | -- | -- | ------- | ---- | ----- | ----- | ---- | ----- |
| Clippers de Los Angeles  | 57 | 25 | 82 | 69,50 % | -    | 34-7  | 23-18 | 12-4 | 36-16 |
| Warriors de Golden State | 51 | 31 | 82 | 62,20 % | 6,0  | 27-14 | 24-17 | 11-5 | 31-21 |
| Suns de Phoenix          | 48 | 34 | 82 | 58,50 % | 9,0  | 26-15 | 22-19 | 8-8  | 28-24 |
| Kings de Sacramento      | 28 | 54 | 82 | 34,10 % | 29,0 | 17-24 | 11-30 | 3-13 | 15-37 |
| Lakers de Los Angeles    | 27 | 55 | 82 | 32,90 % | 30,0 | 14-27 | 13-28 | 6-10 | 15-37 |

## Effectif
| Effectif des Kings de Sacramento 2013-2014 |
| --- |
| 3 Ray McCallum • 5 Quincy Acy • 8 Rudy Gay • 9 Jared Cunningham • 13 Derrick Williams • 15 DeMarcus Cousins (C) • 16 Ben McLemore • 22 Isaiah Thomas • 24 Carl Landry • 25 Travis Outlaw • 30 Reggie Evans • 31 Jason Terry • 33 Aaron Gray • 34 Jason Thompson • 58 Willie ReedEntraîneur : Michael Malone |

## Transactions
| Arrivées Via draft - Ray McCallum - Ben McLemore Via transfert - Quincy Acy - Reggie Evans - Rudy Gay - Aaron Gray - Roger Mason - Luc Mbah a Moute - Jason Terry - Greivis Vásquez - Derrick Williams Via free agency - Carl Landry | Départs Via transfert - Chuck Hayes - Luc Mbah a Moute - Patrick Patterson - John Salmons - Marcus Thornton - Greivis Vásquez Via free agency - Cole Aldrich - Toney Douglas - Tyreke Evans - James Johnson Coupé - Roger Mason - Hamady N'Diaye |